# 大木雄二
大木 雄二（おおき ゆうじ、1895年5月7日 - 1963年7月21日）は、日本の歌人、児童文学者。

## 略歴
群馬県出身。本名・大木雄三。1932年から雄二を名のる。小学校教員を経て上京し、1919年『こども雑誌』の編集者となる。同時に童話を書き始め『金の星』などに作品を発表する。1928年新興童話作家連盟の結成に参加し「可愛い敵め」を発表。1932年右翼的な日本文化連盟を結成、戦時中はファシズム作家であった。戦後も童話作家として活躍。

## 著書
- 『街路と口笛』（雄三）女子文壇社 1919
- 『ジャンヌ・ダルク』（雄三） (世界少年少女偉人伝大系)金の星社 1926
- 『平家物語』（雄三） (世界少年少女名著大系) 松政徳次郎絵. 金の星社 1927
- 『日本神話』黒崎義介絵 金の星社 1938
- 『ひらがな童話集』大石哲路絵 金の星社 1939
- 『日本肇国物語』金の星社 1940
- 『啄木遍路』三笠書房 1940
- 『二宮金次郎』金の星社 1941
- 『日本武将物語』黒崎義介絵 金の星社 1941
- 『高山彦九郎』教材社 1942
- 『ヒットラー』佐倉愛土絵 金の星社 1942
- 『大国主命』黒崎義介 畫 兒童の友社 1943
- 『渡辺登』黒崎義介絵 金の星社 1943
- 『あさのたいこ』大石哲路絵 良国民社 1943
- 『豊臣秀吉』黒崎義介畫 兒童の友社 1944
- 『日本の旗』鶴書房 1944
- 『山本元帥 少国民伝記』伊藤幾久造絵 講談社 1944
- 『星のこども』二葉書店 1947
- 『月夜の馬車 童話集』愛育社 1949
- 『花にかこまれた家 童話集』森の子供社 1949
- 『なきむしうさぎ』(低学年童話文庫）中尾彰絵 金の星社 1950
- 『くろすけ・あかすけ ひらがなどうわ』西原比呂志絵 金の星社 1950
- 『りょうかんさま』講談社の一年生文庫 河目悌二絵 講談社 1951
- 『こびとのおどり 3年生童話』大石哲路絵 金の星社 1951
- 『わたなべかざん』講談社の一年生文庫 高畠華宵絵 1952
- 『人まねじいさん』講談社の二年生文庫 1953
- 『はごろも』講談社の二年生文庫 羽石光志絵 講談社 1953
- 『中将姫』講談社の絵本 鴨下晁湖絵 1953
- 『すずめのてがみ 1年生』中尾彰絵 金の星社 1954
- 『養老の滝と姨捨山』講談社の絵本 米内穂豊 絵 1954
- 『おろち退治』講談社の絵本 鴨下晁湖絵 1955
- 『ひらがな日本神話』大石哲路絵 金の星社 1955
- 『日本れきしの光』1～3年生 (学年別幼年文庫 黒崎義介 等絵 偕成社 1957
- 『みなもとよしつね』なかよし絵文庫 新井五郎絵 偕成社 1957
- 『おしゃかさま』児童伝記全集 米内穂豊 絵. 偕成社 1959
- 『童話を書いて四十年 大木雄二・遺稿』自然社 1964

ほかアンデルセン、イソップ、エクトル・マロなど海外児童文学の再話多数。